# Championnats du monde de trampoline 1974
Navigation
Édition précédente Édition suivante
Les championnats du monde de trampoline 1974, huitième édition des championnats du monde de trampoline, ont eu lieu le 23 mars 1974 à Johannesburg, en Afrique du Sud.

## Podiums
| Épreuves              | Or                                           | Argent                                                | Bronze                              |
| --------------------- | -------------------------------------------- | ----------------------------------------------------- | ----------------------------------- |
| Hommes                |                                              |                                                       |                                     |
| Trampoline individuel | Richard Tison                                | Stormy Eaton                                          | Peter Hurle                         |
| Synchro               | États-Unis Bob Nealy Jim Cartledge           | Allemagne de l'Ouest Robert Schwebel Werner Friedrich | Derick Lotz Stephen Pelser          |
| Femmes                |                                              |                                                       |                                     |
| Trampoline individuel | Alexandra Nicholson                          | Marilyn Stieg                                         | Jennifer Liedenberg                 |
| Synchro               | Allemagne de l'Ouest Ute Scheile Petra Wenze | États-Unis Marilyn Stieg Julie Johnson                | Jennifer Liebenberg Stephanie Smith |

## Tableau des médailles
| Rang | Nation               | Or | Argent | Bronze | Total |
| ---- | -------------------- | -- | ------ | ------ | ----- |
| 1    | États-Unis           | 2  | 3      | 0      | 5     |
| 2    | Allemagne de l'Ouest | 1  | 1      | 0      | 2     |
| 3    | France               | 1  | 0      | 0      | 1     |
| 4    | Afrique du Sud       | 0  | 0      | 3      | 3     |
| 5    | Australie            | 0  | 0      | 1      | 1     |